# Hüttenschachen
Hüttenschachen ist die Bezeichnung für ein Einzelgut und später eine Häusergruppe, die 1834 zu den Auerbacher kleinen Waldorten gehörte und spätestens 1791 als Huͤttenschachen ersterwähnt ist. 1834, 1871 und 1890 wurde die Einwohnerzahl gemeinsam mit der von Zeughaus ausgewiesen. 1871 existierten in der Siedlung 10 Häuser mit 123 Einwohnern. 1875 lebten in Hüttenschachen 176 Personen. Seit 1875 gehörte Hüttenschachen zu Morgenröthe-Rautenkranz und damit zur heutigen Gemeinde Muldenhammer.
Heute gibt es auf Auerbacher Flur einen Hüttenschachenweg und einen Hüttenwiesenbach.

## Belege
1. ↑  Generalübersicht sämmtlicher Ortschaften des Königreichs Sachsen nach der neuen Organisation der Behörden mit Angabe ihrer Einwohner- und Häuserzahl am 1. December 1871 S. 31
2. ↑  Hüttenschachen – HOV | ISGV. Abgerufen am 14. Februar 2023.